# MIL-STD-498
De MIL-STD-498 (Military-Standard-498) is een Amerikaanse militaire standaard. Deze norm heeft als doel "uniforme eisen vast te leggen voor softwareontwikkeling en -documentatie". De standaard is oorspronkelijk gepubliceerd op 8 november 1994 en verving de militaire standaarden DOD-STD-2167A, DOD-STD-7935A en DOD-STD-1703. MIL-STD-498 was bedoeld als een tijdelijke standaard die twee jaar effectief moest zijn, totdat er een commerciële standaard ontwikkeld was.
De standaard werd op 27 mei 1998 vervangen door de standaarden J-STD-016 en IEEE 12207. Verschillende softwareontwikkelprogramma's buiten het Amerikaanse leger gebruiken de standaard, tot op de dag van vandaag, nog steeds. Dit omdat men er vertrouwd mee was geraakt en vanwege de voordelen ten opzichte van alternatieve standaarden, zoals de gratis beschikbaarheid van de standaarddocumenten.

## Data Item Descriptions
De belangrijkste componenten van de standaard zijn de 22 Data Item Descriptions (DID's). Iedere DID beschrijft de benodigde inhoud van een data item, een "document" dat de software beschrijft of een aspect van de levenscyclus van de software. Deze documenten kunnen vele vormen aannemen, van broncode tot verschillende rapporten in elektronische of papieren vorm, en de contracterende partij wordt aangemoedigd acceptabele formaten te specificeren. De verzameling data items representeert op te leveren items van een contract. Afhankelijk van de aard van het project, zijn niet alle data items vereist.
De DID's zijn:
- Software Development Plan (SDP) - Een plan voor het uitvoeren van de softwareontwikkeling
- Software Test Plan (STP) - Een plan voor het uitvoeren van het kwalificerend testen
- Software Installation Plan (SIP) - Een plan voor het installeren van de software bij de gebruikers
- Software Transition Plan (STrP) - Een plan voor de transitie naar de ondersteunende partij
- Operational Concept Description (OCD) - Het operationele concept voor het systeem
- System/Subsystem Specification (SSS) - De eisen waaraan het systeem moet voldoen
- Software Requirements Specification (SRS) - De eisen waaraan een CSCI moet voldoen
- Interface Requirements Specification (IRS) - De eisen voor één of meer interfaces
- System/Subsystem Design Description (SSDD) - Het ontwerp van het systeem
- Software Design Description (SDD) - Het ontwerp van een Computer Software Configuration Item (CSCI)
- Interface Design Description (IDD) - Het ontwerp van één of meer interfaces
- Database Design Description (DBDD) - Het ontwerp van een database
- Software Test Description (STD) - Test cases/procedures voor de kwalificerende testen
- Software Test Report (STR) - De testresultaten van het kwalificerende testen
- Software Product Specification (SPS) - De executeerbare software, de bestanden met de broncode, en informatie die gebruikt moet worden bij ondersteuning
- Software Version Description (SVD) - Een lijst van opgeleverde bestanden en gerelateerde informatie
- Software User Manual (SUM) - Instructies voor gebruikers in de praktijk van de software
- Software Input/Output Manual (SIOM) - Instructies voor gebruikers van een batch of interactief softwaresysteem dat geïnstalleerd is in een computercentrum
- Software Center Operator Manual (SCOM) - Instructies voor bedieners van een batch of interactief softwaresysteem dat geïnstalleerd is in een computercentrum
- Computer Operation Manual (COM) - Instructies voor het bedienen van een computer
- Computer Programming Manual (CPM) - Instructies voor het programmeren van een computer
- Firmware Support Manual (FSM) - Instructies voor het programmeren van firmware devices (software van randapparatuur)